# Матвеев, Дмитрий Иванович
Дми́трий Ива́нович Матве́ев (1921—?) — старший воздушный стрелок 75-го гвардейского штурмового авиационного полка (1-я гвардейская штурмовая авиационная Сталинградская ордена Ленина Краснознамённая орденов Суворова и Кутузова дивизия), гвардии старшина, участник Великой Отечественной войны, кавалер ордена Славы трёх степеней.

## Биография
Родился в 1921 году в деревне Савино (ныне не существует, находилась на территории современного Ржевского района Тверской области России). Из семьи крестьянина. Русский.
Окончил 4 класса. Работал в колхозе.
В Красную армию призван Ржевским районным военкоматом Калининской области в мае 1941 года. Окончил школу младших авиаспециалистов.
Участвовал в Великой Отечественной войне с сентября 1942 года. Сначала младший сержант Д. И. Матвеев воевал мотористом в 944-м штурмовом авиационном полку 287-й истребительной авиационной дивизии 8-й воздушной армии на Сталинградском фронте. Обеспечивал в трудных условиях подготовку штурмовиков к боевым вылетам. Свою первую награду — медаль «За боевые заслуги» — получил за то, что в течение 40 минут на аэродроме устранил повреждения самолёта, полученные от зенитного огня, после чего Ил-2 вновь поднялся на боевое задание.
В 1943 году воевал мотористом в 76-м гвардейском штурмовом авиаполку на Южном и 4-м Украинском фронтах, участвовал в освобождении Донбасса и Крыма. В 1944 году окончил курсы воздушных стрелков. С начала 1944 года весь дальнейший боевой путь прошёл воздушным стрелком 75-го гвардейского штурмового авиационного полка на 3-м Белорусском фронте. Участник Белорусской (июнь-август 1944), Гумбиннен-Гольдапской (октябрь 1944), Восточно-Прусской (январь-апрель 1945) наступательных операций. Воевал в эскадрилье дважды Героя Советского Союза Анатолия Недбайло. До конца войны летал воздушным стрелком в его экипаже.
К началу июля 1944 года выполнил 14 боевых вылетов. При штурмовке немецкой колонны под Ордей 23 июня 1944 года огнём из своего пулемёта уничтожил 3 автомашины с боеприпасами. Награждён медалью «За отвагу».
К концу октября 1944 года выполнил уже 37 боевых вылетов, подавил огонь 10 точек зенитной артиллерии противника. В воздушном бою 16 октября отбил 3 атаки немецких истребителей. При боевом вылете 30 октября своевременно заметил приближение 6 немецких истребителей и предупредил группу, чем сорвал внезапную атаку. В завязавшемся бою отбил 4 атаки истребителей. Награждён орденом Красной Звезды.
Старший воздушный стрелок 75-го гвардейского штурмового авиационного полка (1-я гвардейская штурмовая авиационная дивизия, 1-я воздушная армия, 3-й Белорусский фронт) гвардии старший сержант Матвеев Дмитрий Иванович к февралю 1945 года выполнил 60 боевых вылетов, в том числе с момента последнего представления к награде — 23 боевых вылета. В бою 14 января 1945 года пулемётным огнём отразил атаки 2 немецких истребителей, причём 1 истребитель получил прямые попадания, задымил и вышел из боя. При штурмовке наземной цели 27 января подавил огонь зенитной установки противника, а 31 января вновь успешно выдержал бой с вражеским истребителем.
За образцовое выполнение боевых заданий Командования на фронте борьбы с немецкими захватчиками и проявленные при этом доблесть и мужество приказом по 1-й гвардейской штурмовой авиационной дивизии № 04/н от февраля 1945 года гвардии старший сержант Матвеев Дмитрий Иванович награждён орденом Славы 3-й степени.
Гвардии старший сержант Матвеев Дмитрий Иванович к концу марта 1945 года выполнил 87 боевых вылетов, в том числе с момента последнего представления к награде — 27 боевых вылетов. 18 февраля 1945 года вовремя увидел заходящие в атаку на штурмовики 4 немецких истребителя и предупредил о них свою группу. В завязавшемся воздушном бою отбил атаки 2 истребителей врага.
За образцовое выполнение боевых заданий Командования на фронте борьбы с немецкими захватчиками и проявленные при этом доблесть и мужество приказом войскам 1-й воздушной армии № 041/н от 19 апреля 1945 года гвардии старший сержант Матвеев Дмитрий Иванович награждён орденом Славы 2-й степени.
К концу войны выполнил 121 боевой вылет, в том числе после представления к последнему награждению — 34 боевых вылета. В период после последнего награждения отбил 2 атаки немецких истребителей, подавил огонь 2 точек зенитной артиллерии, уничтожил до 15 человек живой силы врага.
За образцовое выполнение боевых заданий Командования на фронте борьбы с немецкими захватчиками и проявленные при этом доблесть и мужество Указом Президиума Верховного Совета СССР от 15 мая 1946 года гвардии старшина Матвеев Дмитрий Иванович награждён орденом Славы 1-й степени.
После Победы служил в частях ВВС Барановичского военного округа, куда был переведён 75-й гвардейский штурмовой авиаполк. В 1946 году гвардии старшина Д. И. Матвеев был демобилизован.
В 1946—1950 годах жил и работал в областном центре городе Калининграде.
Дальнейшая судьба не известна. Дата смерти не установлена.
Гвардии старшина (1945).

## Награды
- орден Красной Звезды (30.10.1944)[3]
- Орден Славы I степени(15.05.1946)
- Орден Славы II степени(10.04.1944)[4]
- Орден Славы III степени (27.08.1944)[5]
- Медаль «За отвагу» (14.07.1944)[6]
- Медаль «За боевые заслуги» (21.12.1942)[7]
- Медаль «За оборону Сталинграда» (вручена в январе 1944)
- Медаль «За взятие Кёнигсберга»(вручена в ноябре 1945)

- Медаль «За победу над Германией в Великой Отечественной войне 1941—1945 гг.» (9 мая 1945[8])